# Demand generation
Con il termine demand generation si intende il processo d'acquisizione e gestione dei clienti potenziali fino al momento della loro trasformazione in clienti effettivi. Questo processo può essere diviso in tre sotto-processi:
- la lead generation, cioè l'acquisizione dei clienti potenziali;
- la lead nurturing, cioè la "coltivazione" e la gestione di questi clienti potenziali;
- la sales conversion, cioè la conversione dei clienti potenziali in clienti effettivi.[1]

Il processo della demand generation si articola in una serie di attività di marketing.
Nella fase della lead generation, le attività di marketing sono indirizzate ad acquisire i clienti potenziali, raccogliendo un nome, un indirizzo e un interesse generico per l'offerta dell'impresa. Gli strumenti utilizzati per acquisire questi nominativi sono soprattutto il sito web, i social media, la pubblicità (con un invito a contattare l'azienda in cambio di una specifica offerta), le fiere ecc.
Nella fase della lead nurturing, le attività di marketing sono orientate a gestire, coltivare e fidelizzare i clienti potenziali. Viene inviata una serie di email ai nominativi acquisiti nella fase della lead generation. In ogni email vengono offerti dei contenuti - distribuiti sotto forma di articoli, white paper, e-book, webinar, video, podcast ecc. - in grado di soddisfare le necessità di informazione che queste persone hanno in ogni stadio del processo d'acquisto. Non quindi un bombardamento di messaggi generici, né di messaggi di vendita, ma l'invio di una sequenza collegata di email mirate a soddisfare i bisogni informativi dei clienti potenziali.
Infine, nella fase della sales conversion, i clienti potenziali - acquisiti nella fase della lead generation e coltivati nella fase della lead nurturing - vengono contatti dalla forza vendita dell'azienda, facendoli progredire lungo la fase della "decisione d'acquisto", fino ad arrivare alla vendita finale.

## Le origini
La teoria della demand generation si è sviluppata negli ultimi dieci anni negli Stati Uniti e non è una vera e propria teoria organizzata, dato che è nata sul campo, per tenere dietro ai mutamenti avvenuti nel comportamento d'acquisto del mercato business to business. Al suo sviluppo hanno contribuito vari autori, in modo disorganizzato e sporadico, soprattutto attraverso articoli pubblicati su siti e blog americani.
Come si è detto, il motivo che ha dato origine a questo approccio teorico è dato dai mutamenti avvenuti nel processo d'acquisto del mercato B2B.
In passato, i compratori - per poter raccogliere le informazioni di cui avevano bisogno prima di prendere la decisione d'acquisto - dovevano necessariamente rivolgersi ai venditori, gli unici che conoscessero questi argomenti. Pertanto, il contatto con i venditori avveniva nelle prime fasi del processo d'acquisto.
Adesso, con lo sviluppo di Internet, la situazione è cambiata: il compratore, per raccogliere le informazioni di cui ha bisogno, non deve ricorrere subito al venditore, ma può utilizzare Internet per soddisfare gran parte delle sue necessità. Perciò, il contatto con il venditore avviene sempre di più solo nelle ultime fasi del processo d'acquisto.
Esiste quindi un vuoto tra il momento in cui il cliente potenziale inizia il suo processo d'acquisto e il momento in cui richiede l'intervento del venditore. In questo lasso di tempo, il cliente potenziale è libero di ascoltare tutte le voci che riesce a raccogliere.
Occorre quindi trovare delle nuove modalità per riuscire a influenzare il cliente potenziale anche nelle prime fasi del processo decisionale: da qui, la necessità di sviluppare nuovi approcci teorici in grado di riempire questo vuoto. Per rispondere a questa necessità, si è sviluppato l'approccio teorico da alcuni chiamato "Demand generation".